# Didymella aerospora
Didymella aerospora är en svampart som beskrevs av Punith. 1981. Didymella aerospora ingår i släktet Didymella, ordningen Pleosporales, klassen Dothideomycetes, divisionen sporsäcksvampar och riket svampar.   Inga underarter finns listade i Catalogue of Life.